# 倪匡
倪匡（1935年5月30日—2022年7月3日），本名倪聰，字亦明，先後使用過的筆名包括衛斯理、沙翁、岳川、魏力、衣其、洪新、危龍等，香港作家、編劇、評論家，與金庸、黃霑、蔡瀾，並列為「香港四大才子」。1989年至1990年間，倪匡又因與黃霑及蔡瀾一同主持亞洲電視經典成人清談節目《今夜不設防》，廣受觀眾歡迎，三人遂被傳媒並稱為「香港三大名嘴」。 倪匡創作極爲高產量，300多部小説、400多部電影劇本，以寫作風格天馬行空、想象奇巧著稱，代表作小説《衛斯理系列》、《原振俠系列》、《女黑俠木蘭花系列》、《六指琴魔》。

## 生平
倪匡祖籍浙江宁波鎮海，1935年5月30日出生於上海；早年居住在上海市黃浦區霞飛路899弄來德坊35號（當時的行政區域劃分為盧灣區，霞飛路現時已改名為淮海中路），並在當時住所附近的上海勤業女子師範學校附屬小學就學（1942年起），直至1948年13歲那年才移居閘北區（現為虹口邢家宅路34號）。
1951年，16歲的倪匡為了追尋烏托邦理想，從江蘇省立上海中學輟學離家，隻身从上海北上苏州進入華東人民革命大學第四部受訓三個月，然後參加中國人民解放軍华东公安部队成为基层军官，參與過苏南的土地改革和苏北洪泽湖的治理淮河的工程，具体说参加了双沟引河工程（在泗洪县双沟镇，五万人日夜抢工赶在汛期涨水之前挖出一条人工河道，连接淮河和洪泽湖，长五十公里，最深处要挖下去二十七公尺）和南潮河水闸工程。1952－1953年间，在苏北滨海县废黄河边上的七套至陈家港一带，开垦盐碱地创办劳改农场：“华东军政委员会公安部新人农场”（该单位1965年受东京湾事件后的全国形势影响从海防一线内迁泗洪县，现名江苏省监狱局洪泽湖监狱），占地七十万亩容纳五万人，主要种棉花。首先要北起自陈家港，南迄废黄河口，建造一道全长超过五十公里高四公尺的海堤，以保护五十万亩即将开垦的荒地不受海水倒灌侵袭。
1955年中，志愿报名去內蒙古呼伦贝尔盟扎赉特旗绰儿河畔开辟劳改农场种植水稻：“保安沼机耕农场”（即内蒙古自治区第四劳改管理大队，现为内蒙古自治区监狱局保安沼监狱），带了一批劳改犯人先到镇江，换乘火车专列北上，经郑家屯、在黑龙江省泰来县下火车，最后步行或乘马车三天到目的地。第四大队的大队长为蒙古族巴图，大队书记为汉族丁建民。争取到多次出差机会，深入大兴安岭林区深处采购基建木材，到东北的大中城市采购物资。他漸漸意識到種種不合理的行為，跟宣傳的平等世界完全是兩碼事。軍隊內部就有不少特權，而且事無大小都要匯報思想、開會檢討，令愛好自由的倪匡越發感到不滿和失望，經常跟上級爭拗。
1955－1956年冬，他偷偷飼養的狼狗咬傷大隊長，另外，因受風雪封阻，缺乏燃料，他與同伴拆下一條簡陋小木橋來生火取暖，結果被劳改大队書記指為「破壞交通」，罪名為反革命，兩罪併發，倪匡被關在小木屋中隔離待罪，等待工作小組審查。
1956年5月中旬，倪匡得一蒙古朋友幫助，連夜騎馬赶到泰来县火车站，乘坐列车到達大連，再乘船往上海。在投奔兄長未果後，他繼續南逃，多次靠吃老鼠、螞蟻、棉桃充飢，走了三個月的路到達廣州。之後其刻製印章，瞞過關防人員，成功逃離中國大陸，經澳門於1957年7月5日成功偷渡到香港，與父母團聚。
倪匡同時是一名著名的基督徒，並於1986年受洗成為基督徒。

### 寫作生涯
倪匡的政治意識形態和寫作思維，跟他年輕時在中國大陸的經歷有著密切關係。他說：小時候家裡很窮，兄弟姊妹眾多，沒有什麼娛樂，從小就愛看小說，影響最深的小說作家為「還珠樓主」李壽民。倪匡認為人腦和電腦一樣，都是要先輸入很多材料才會運作，相信童年時從書本的吸收，便成了他日後寫作的資源。
倪匡抵港初期在荃灣當雜工，1957年秋入讀聯合書院新聞系，以筆名「衣其」向《工商日報》投稿短篇小說，處女作為以土地改革運動為背景的小說《活埋》，於當年10月27日見報，從此決定以寫作爲謀生手段，未畢業時已獲《真報》聘用，先後出任校對、助理編輯、記者和政論專欄作家，無所不寫，被稱爲「通天主筆」。由於司馬翎連載的小説專欄拖稿，倪匡自薦續稿代寫，效果不俗，又以「岳川」之名在《真報》連載武俠小說《七寶雙英傳》，自此嶄露頭角。令其真正一舉成名的當屬在當時大熱的007電影風潮下創作的「女黑俠木蘭花系列」，因混合武俠、科幻、奇情等元素深受讀者追捧，在眾報館邀約下，倪匡在高峰期同時為12家報刊撰寫風格各異的連載小說，稿費冠絕全港。
1963年，倪匡在好友金庸鼓勵下開始用筆名「衛斯理」在《明報》副刊連載「時裝武俠小說」，及後演變為科學幻想小説，以第一人稱的角度展開各種異想天開、離奇怪誕的故事，開創了風靡華人世界的「衛斯理系列」。1960年代末，香港武俠片興起，倪匡在小説創作期間同時從事劇本創作，在十多年間編寫超過四百部電影劇本，與張徹導演合作無間，李小龍著名的虛構角色陳真亦為倪匡創作。
1980年代，因《東方日報》邀稿，指明創造一個「像衛斯理又不是衛斯理」的人物，倪匡另開「原振俠系列」，也是其最後一個完整的小説系列，又推出《俠之大者——我看金庸小說》等金庸小說研究作品，成為往後文學界研究金庸作品的重要材料。1987年，擔任香港作家協會會長。與黃霑、蔡瀾共同主持的清談節目《今夜不設防》亦成爲一時佳話。
2005年，年屆七十歲的倪匡坦言「上帝給我寫作的配額，我已經用完了」，《只限老友》成為他最後一部出版的小説作品，往後僅在興起時撰寫雜文隨筆。在其高產的創作生涯中，倪匡自稱「自有人類以來漢字寫得最多的人，速度之快，世界第一」，曾連續七、八年每日寫20,000多字，寫作速度最高記錄是１小時4,500字，最慢也有１小時2,500字，除了歌詞與廣告詞之外其他文類皆有涉獵，亦曾爲金庸、古龍、諸葛青雲等作家代筆，且從不拖稿或欠稿，甚至寫完後還故意擱幾日再交稿，僅於1994年因罹患「網球肘」而封筆幾個月。
2011年，倪匡成爲香港小説會榮譽會長。2012年4月，倪匡獲得第31屆香港電影金像獎終身成就獎。2018年，倪匡獲香港電影編劇家協會頒發編劇會銀禧榮譽大獎。

### 政治觀點
倪匡說自己從不掩飾其反共立場，曾表示「愛國必須反共，反共才是愛國」。2006年9月15日，在一個座談會上，倪匡說自己親身經歷過中國共產黨很多倒行逆施的事情，共產黨最可怕之處是要洗腦，控制別人的思想意志，人在共產黨的制度裡只會變成完全服從的機械，非常恐怖。1992年移居美國是害怕中共收回香港，那時他說過「共產黨不死光，他不會回來」。又言如今違背當初的誓言而回來，是因為太太不適應美國的生活，所以他沒辦法，倪匡說：「我晚節不保就是了！兒女情長一定英雄氣短。」
倪匡於1989年6月天安門大屠殺後表示「現在的香港可以尋求美國、英國、自由世界、聯合國的幫助，因為香港在2944日後根本就是個大規模的難民營。」2009年9月，倪匡接受香港電台節目《薇微語》第一集專訪，談及反共產黨的原因，他認為一黨專政行不通，權力無限擴張，沒有監督力量，中國共產黨必然腐化。節目中他又認為現在的中華人民共和國是一個官僚資本主義的國家，企業都是掌握在高幹子弟手中，他說官僚資本主義是最無情的資本主義，他們不會同情老百姓的。並說“我寧願是毛澤東時代”，亦表示“先讓部分人富起來”的本意應該是“那些部分富起來的人也要照顧未富的人”，而不可以是“富起來的人加倍壓迫窮人”。被問及有人說國家要先有經濟發展才能講民主，倪匡表示中國不同，他說中國形成了中產階級後，這些有資產的階級不但不要求國家民主，反而更加投靠極權政黨，冀望得到更多利益。
2019年4月7日的港台節目「時代的記錄 - 鏗鏘說」中，倪匡接受石永泰訪問，談及曾經寫過一篇具寓言性的科幻小說叫《追龍》，故事說東方有一個城市將會滅亡，原因不必是天災，而是因其優點盡失，坦言故事中的城市就是失去自由的香港，並在節目上澄清無講過「妓女比共產黨更可信」，解釋自己「很尊重妓女」、「此句話對妓女十分侮辱」。
倪匡也表示自己從不相信所謂「一國兩制」，直言「一國兩制是共產黨說的，共產黨的說話何時靠得住？數十年來沒實現過一句話。」他因而對香港未來感到悲觀，「共產黨管治的地方如何會有希望？沒有希望，等於中國大陸任何一個城市一樣。」就剩下「共產黨的貪官要在此處匯錢到西方世界」。

### 逝世
2014年，已宣佈封筆的倪匡，破例為《倪匡傳：哈哈哈哈》作序，以「此生將盡，兩句話可以概括，曰：七八十年皓皓粼粼無為日，五六千萬炎炎詹詹荒唐言」總結一生。晚年的倪匡因身體欠佳、行動不便而深居簡出。2019年3月，當時已83歲的倪匡在給友人的詩《八三自況》寫道「舉步維艱一衰翁，氣若游絲周身痛，柱杖手震傍墻立，眊眊四顧皆朦朧」，另一詩是「上牙痛、下腳腫、後飊血，前流膿」，詩末言「百病纏身 命在旦夕」，自封「匕翁」，意指死了一大半，「死不討厭，病才討厭，種種病都是困擾」。
倪匡最後一次公開露面，是出席2019年7月21日舉行的香港書展專題講座，當日他透露自己患有皮膚癌，令味覺漸失十分難受，但自覺很快與疾病「同歸於盡」，故不打算做手術化療。
2022年7月3日，香港作家沈西城向外界透露倪匡死訊，表示倪匡於當日下午離世。 2022年7月5日下午，倪匡兒媳周慧敏在facebook專頁發文交代，倪匡「蒙C寵召」，已於7月3日於黃竹坑南朗山道香港防癌會賽馬會癌症康復中心安詳離世，治喪一切從簡，遺體並已於7月5日移奉柴灣歌連臣角火葬場火化。
香港文化體育及旅遊局對倪匡逝世的消息「深表惋惜，並向他的家人致以深切慰問」。為悼念倪匡，無綫電視安排於2022年7月4日起之翡翠台午夜劇集時段重播倪匡小說《原振俠》改編電視劇，並於2022年7月6日晚上10時30分於翡翠台播放悼念特輯《送別倪匡 笑遊時空》。 香港開電視則以「永遠懷念倪匡」名義，安排於2022年7月9日重播改編自倪匡衛斯理系列小說《藍血人》之2002年香港電影《衛斯理藍血人》。

## 家庭
倪匡的太太是李果珍，為其在聯合書院進修時相識，1959年5月結婚，育有一子倪震、一女倪穗。倪匡的兒子倪震曾任電台主持人，他與香港女星周慧敏於2008年12月註冊結婚。
倪匡在家中八兄妹排行第四，大哥倪亦方留在遼寧，為中國化工專家。五弟倪亦平，為香港飛機工程師，太太是李果珍的妹妹，兩姐妹嫁給了兩兄弟。六妹倪亦舒是香港文藝小說作家，但自亦舒移居加拿大後，兩人已逾二十年未通任何音讯。七弟倪亦靖移居新加坡，為国际机械工程和制造业领域的著名专家，新加坡工程院創始院士、新加坡国家科学院院士。
1992年，倪匡與妻子李果珍一同移居美國三藩市，但因妻子不習慣美國生活，於2007年回流香港。後來倪匡妻子患上腦退化症，晚年的倪匡專心照顧她。2019年，兩人慶祝結婚60年的「鑽石婚」紀念。

## 軼聞
- 倪匡是新教基督徒（1986年以前奉信佛教），1986年復活節在台北林森南路禮拜堂受洗，不過他仍然肯定「上帝是外星人」，吸煙三十五年，因某日聽到上帝召喚「你可以不抽煙了！」而戒煙[44]。
- 倪匡除編寫劇本外，因經常在片場逗留，亦曾多次為電影客串，如《笑星撞地球》等，在《原振俠與衛斯理》中更以本人形象登場。
- 倪匡喜愛蒐集貝殼，他自稱對貝殼的認識已經達到專家的境界，能為各貝殼分門別類[45]。收集期間從1963年至1979年，收集超過六千種貝殼，創組「香港貝類協會」，當時外國集貝者到香港拜訪，以倪匡收藏為第一目標；曾和旅港英國人「Rick Luther（雷克·路德）」合著《Cowries and cones of Hong Kong（香港的寶貝和芋螺）》一書[46]。在「十年一覺集貝夢」一文自述集貝經歷始末[47]。
- 倪匡不懂駕駛，但當他迷上研究汽車時，曾把一部汽車化整為零，再化零為整，裝嵌回原狀。
- 倪匡曾在報章專欄透露，他也在1973年香港股災前買入了香港天線，結果虧了不少血汗錢[48]。
- 倪匡早年購入香港島寶馬山賽西湖大廈豪宅頂層（25樓）單位，1600多呎連天台，當年樓價52萬港元。[49]
- 倪匡曾帮助朋友金庸撰寫在報刊上連載的武侠小说《天龙八部》中的部分章節，倪匡不喜歡書中的角色阿紫[50]，故在寫作中把她弄瞎，讓金庸花了好些時間去令阿紫的雙眼復原。
- 倪匡與台灣武俠小説作家古龍於1967年結識，相交甚篤，感情深厚，曾言「在我心中位置，古龍宛如我自身」「一生當中寫過最好的文章就是古龍的訃文」。
- 倪匡有「智慧老人」此稱號，是由黃毓民所改。
- 知名作家、食家蔡瀾曾在《管他的呢，我決定活得有趣：蔡瀾的瀟灑寫意人生》一書中提到，倪匡在移民美國之前打包行李時，不知道要如何處理養了許久的一對巴西烏龜，蔡瀾等人便打趣道：「不如用淮山杞子把牠們燉了，最好加幾根冬蟲草。」結果倪匡走進房間，找一把武士刀要來斬人；最後決定由兒子倪震收留，並叮嚀「每天要用鮮蝦餵牠們。」倪震問：「冷凍的行不行？」倪匡說：「你這衰仔，幾兩蝦又有多少錢？牠們又能吃得了多少？」說完後又回房找武士刀，倪震落荒而逃。

## 圖片集

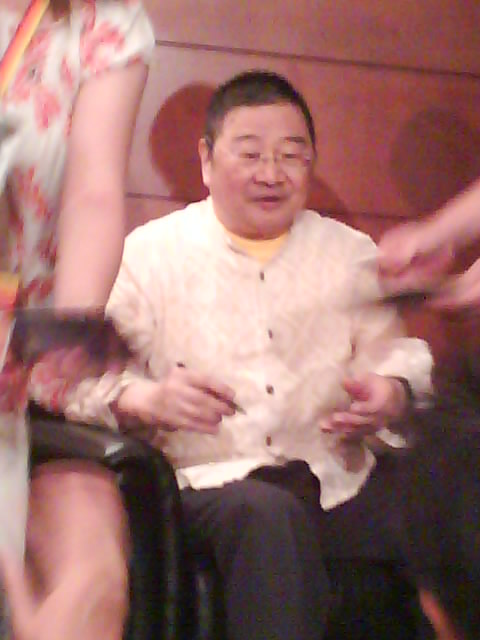
倪匡(2007)
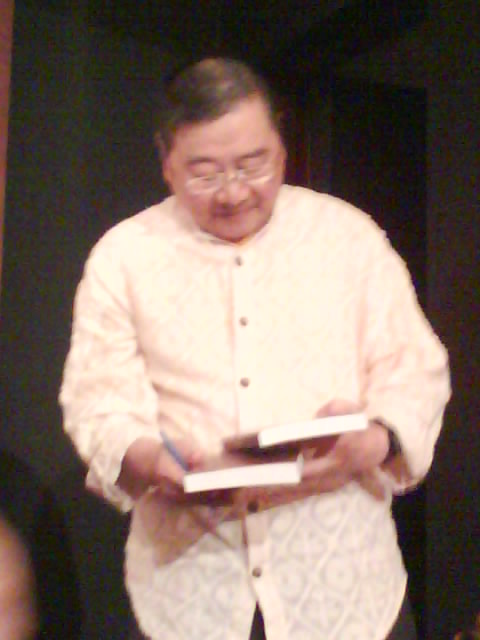
倪匡在香港書展中

## 作品

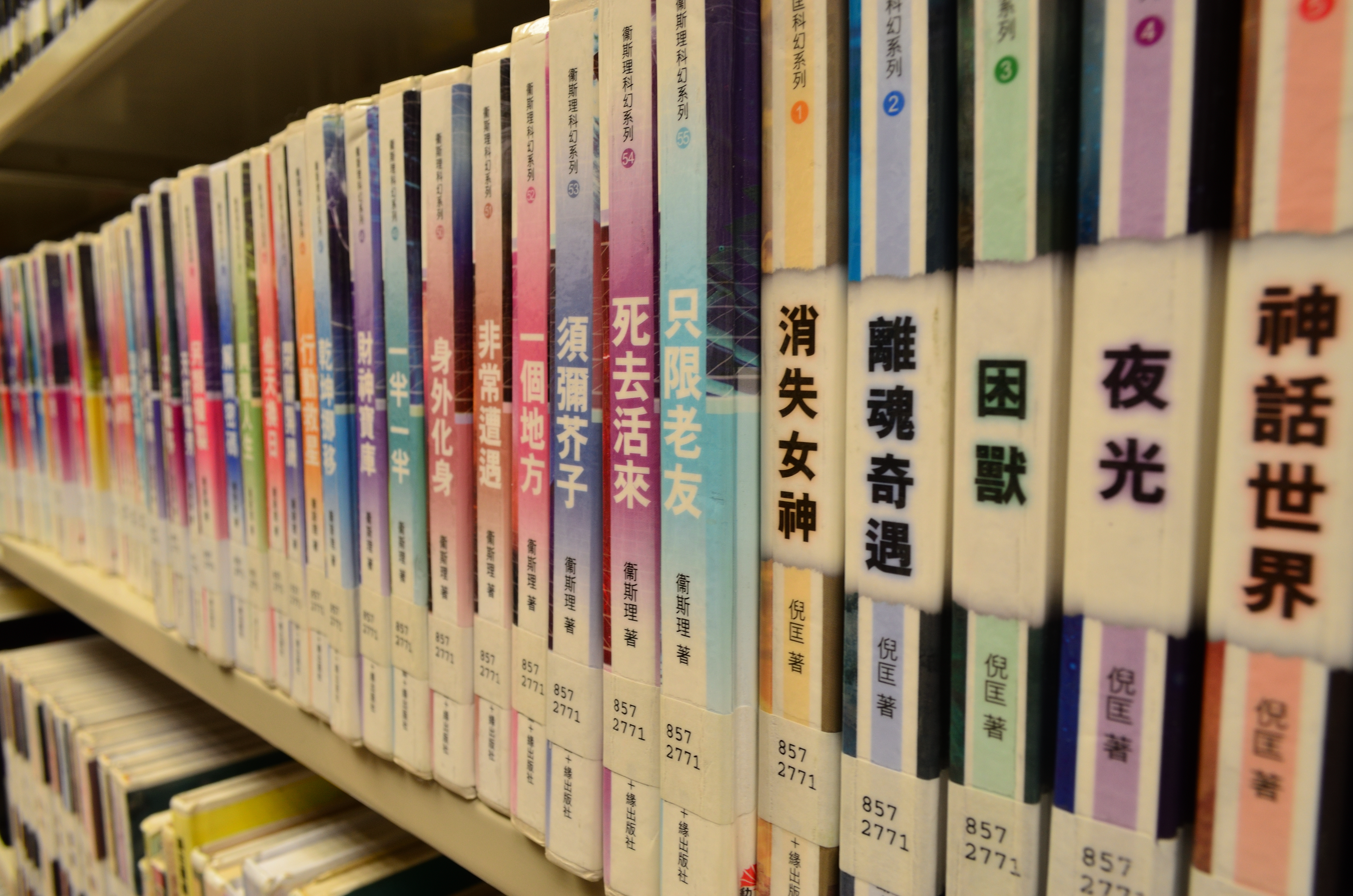
倪匡科幻小說

### 衛斯理系列
| 衛斯理系列故事 | 衛斯理系列故事 | 衛斯理系列故事 | 衛斯理系列故事 |
| -------------- | -------------- | -------------- | -------------- |
| 鑽石花         | 地底奇人       | 妖火           | 藍血人         |
| 透明光         | 地心洪爐       | 蜂雲           | 奇玉           |
| 原子空間       | 天外金球       | 支離人         | 不死藥         |
| 紅月亮         | 換頭記         | 蠱惑           | 奇門           |
| 屍變           | 合成           | 筆友           | 叢林之神       |
| 再來一次       | 盡頭           | 湖水           | 消失           |
| 影子           | 多了一個       | 仙境           | 狐變           |
| 古聲           | 虛像           | 訪客           | 風水           |
| 環             | 聚寶盆         | 雨花台石       | 石林           |
| 創造           | 鬼子           | 老貓           | 貝殼           |
| 地圖           | 規律           | 沉船           | 大廈           |
| 新年           | 頭髮           | 眼睛           | 迷藏           |
| 天書           | 木炭           | 玩具           | 連鎖           |
| 尋夢           | 第二種人       | 後備           | 盜墓           |
| 搜靈           | 茫點           | 神仙           | 追龍           |
| 洞天           | 活俑           | 犀照           | 命運           |
| 十七年         | 異寶           | 極刑           | 電王           |
| 遊戲           | 生死鎖         | 黃金故事       | 廢墟           |
| 密碼           | 血統           | 謎蹤           | 瘟神           |
| 招魂           | 背叛           | 鬼混           | 報應           |
| 錯手           | 真相           | 毒誓           | 拚命           |
| 怪物           | 探險           | 繼續探險       | 圈套           |
| 烈火女         | 大秘密         | 禍根           | 從陰間來       |
| 到陰間去       | 少年衛斯理     | 陰差陽錯       | 陰魂不散       |
| 許願           | 還陽           | 運氣           | 開心           |
| 轉世暗號       | 將來           | 改變           | 暗號之二       |
| 闖禍           | 在數難逃       | 解脫           | 遺傳           |
| 爆炸           | 水晶宮         | 前世           | 新武器         |
| 病毒           | 算帳           | 原形           | 活路           |
| 雙程           | 洪荒           | 買命           | 賣命           |
| 考驗           | 傳說           | 豪賭           | 真實幻境       |
| 成精變人       | 未來身份       | 移魂怪物       | 人面組合       |
| 本性難移       | 天打雷劈       | 另類複製       | 解開密碼       |
| 異種人生       | 偷天換日       | 閉關開關       | 行動救星       |
| 乾坤挪移       | 財神寶庫       | 一半一半       | 身外化身       |
| 非常遭遇       | 一個地方       | 須彌芥子       | 死去活來       |
| 只限老友       |                |                |                |

### 原振俠系列
| 原振俠傳奇系列 | 原振俠傳奇系列 | 原振俠傳奇系列 | 原振俠傳奇系列 |
| -------------- | -------------- | -------------- | -------------- |
| 天人           | 迷路           | 血咒           | 海異           |
| 寶狐           | 靈椅           | 奇緣           | 精怪           |
| 鬼界           | 魔女           | 失魂           | 降頭           |
| 巫艷           | 愛神           | 尋找愛神       | 大犯罪者       |
| 幽靈星座       | 黑暗天使       | 迷失樂園       | 劫數           |
| 快活秘方       | 變幻雙星       | 血的誘惑       | 催命情聖       |
| 黑白無常       | 自殺陰謀       | 假太陽         | 無間地獄       |
| 人鬼疑雲       | 魂飛魄散       | 宇宙殺手       | 天皇巨星       |

### 亞洲之鷹羅開系列
| 亞洲之鷹羅開系列 | 亞洲之鷹羅開系列 | 亞洲之鷹羅開系列 | 亞洲之鷹羅開系列 |
| ---------------- | ---------------- | ---------------- | ---------------- |
| 鬼鐘             | 妖偶             | 魔像             | 怪頭             |
| 巨龍             | 蛇神             | 蜂后             | 火鳳             |
| 飛焰             | 夜光             | 異人             | 死結             |
| 解開死結         | 遊魂             | 困獸             |                  |

### 非人協會系列
| 非人協會系列 | 非人協會系列 | 非人協會系列 | 非人協會系列 |
| ------------ | ------------ | ------------ | ------------ |
| 魚人         | 三千年死人   | 兩生         | 主宰         |
| 泥沼火人     | 大鷹         |              |              |

### 年輕人與公主系列
| 年輕人與公主系列 | 年輕人與公主系列 | 年輕人與公主系列 | 年輕人與公主系列 |
| ---------------- | ---------------- | ---------------- | ---------------- |
| 神機             | 暗算             | 天敵             | 夜歸             |
| 四條金龍         | 消失女神         | 離魂奇遇         | 神話世界         |
| 足球             | 寶刀             | 手套             | 大寶藏           |
| 尺蠖             |                  |                  |                  |

### 女黑俠木蘭花系列
| 女黑俠木蘭花系列 | 女黑俠木蘭花系列 | 女黑俠木蘭花系列 | 女黑俠木蘭花系列 |
| ---------------- | ---------------- | ---------------- | ---------------- |
| 巧奪死光錶       | 血戰黑龍黨       | 火海生死鬥       | 海底火龍         |
| 地獄門           | 勇破火箭場       | 神祕高原         | 雷庫驚魂         |
| 死亡織錦         | 電眼怪客         | 冰川亡魂         | 奪命紅燭         |
| 智擒電子盜       | 死亡爆炸網       | 殺人獎金         | 隱形奇人         |
| 高空喋血         | 怒殲赤魔團       | 連環毒計         | 秘密黨           |
| 旋風神偷         | 天外恩仇         | 大破暗殺黨       | 魔掌餘生         |
| 血濺黃金柱       | 神祕血影掌       | 鑽石雷射         | 北極氫彈戰       |
| 潛艇迷宮         | 玻璃偽鈔模       | 黑暗歷險         | 人形飛彈         |
| 軍械大盜         | 斷頭美人魚       | 蜘蛛陷阱         | 無敵兇手         |
| 沉船明珠         | 無價奇石         | 失蹤新娘         | 怪新郎           |
| 金庫奇案         | 龍宮寶貝         | 珊瑚古城         | 獵頭禁地         |
| 魔畫             | 死神宮殿         | 復活金像         | 遙控謀殺案       |
| 地道奇人         | 蜜月奇遇         | 冷血人           | 生死碧玉         |
| 電網火花         | 古屋奇影         | 金廟奇佛         | 天才白癡         |
| 生命合同         | 三屍同行         | 無風自動         | 無名怪屍         |

### 少年衛斯理系列
| 少年衛斯理系列 | 少年衛斯理系列 | 少年衛斯理系列 | 少年衛斯理系列 |
| -------------- | -------------- | -------------- | -------------- |
| 少年衛斯理     | 天外桃源       |                |                |

### 浪子高達系列
| 浪子高達系列 | 浪子高達系列 | 浪子高達系列 | 浪子高達系列 |
| ------------ | ------------ | ------------ | ------------ |
| 珍珠蕩婦     | 盜屍豔遇     | 紅粉貓       | 血美人       |
| 水晶豔女     | 金球紅唇     | 微晶之秘     | 超腦終極戰   |

### 倪匡鬼話系列
| 倪匡鬼話系列 | 倪匡鬼話系列 | 倪匡鬼話系列       | 倪匡鬼話系列 |
| ------------ | ------------ | ------------------ | ------------ |
| 寶寶不要哭   | 麻將遇鬼記   | 搖搖搖，搖到外婆橋 | 倪匡說鬼     |
| 自來鬼       | 見聞傳奇     | 廁所裡有鬼         | 城市怪故事   |

### 俠盜影子系列
| 麗人劫 | 寶石眼 |

### 神探高斯系列
| 神探高斯系列 | 神探高斯系列 | 神探高斯系列 | 神探高斯系列 |
| ------------ | ------------ | ------------ | ------------ |
| 晚禮服       | 鬼照片       | 水中寶盒     | 怪房子       |
| 預告         | 出術         | 飛艇         | 魔鬼的舞蹈   |
| 未卜先知     | 迷途橫禍     | 怪人奇騙     | 妖女煞星     |
| 擒兇記       | 金髮女       | 及時趕到     | 弄假成真     |
| 霧夜煞星     | 催眠之術     | 奇蹟         | 粉紅鑽石     |
| 太陽神       | 金酋長       | 奇輪         | 風向         |
| 亞洲皇后     | 黑美人       | 閃電天       | 古墨         |
| 三與四       |              |              |              |

### 其他
| 其它       | 其它             | 其它             | 其它       |
| ---------- | ---------------- | ---------------- | ---------- |
| 六指琴魔   | 倪匡談金庸       | 通神             | 異軍       |
| 蛇王石     | 最後一劍         | 血美人           | 心變       |
| 一劍情深   | 情天劍痕         | 俠血红翎         | 江湖浪子   |
| 紅塵白刃   | 飄花劍雨         | 慧劍情絲         | 劍谷幽魂   |
| 劍亂情迷   | 玲瓏雙劍         | 血掌魅影         | 玉女金戈   |
| 一劍動四方 | 一劍振八方       | 南明潛龍傳       | 斷腸刃     |
| 虎魄冰魂   | 飛燕情刀         | 俠女英魂         | 倩女情俠   |
| 十三太保   | 太虛幻境         | 騙徒             | 香港怪故事 |
| 香港鬼故事 | 香港鬼故事·第2集 | 香港鬼故事·第3集 |            |

- 《呼倫池的微波》，倪匡第一本書，也是他唯一一本愛情小說。[51]

- 《倪匡·未成書》，黃仲鳴編選倪匡初出道時，以衣其為筆名投到《工商日報》的七篇短篇小說，當中包括處女作〈活埋〉。[52]

- 《沙翁雜文》 三輯，輯錄倪匡以沙翁為筆名、在香港明報撰寫的雜文。

- 《倪匡短篇》（全一冊）：五十二篇「極短篇」小說，書寫常見的男人與女人故事 、陰謀殺人故事、監獄故事、想當年故事、舊貨巷故事、武俠小說人物關係，全盤現代化《聊齋誌異》。

- 看金庸小說「系列」，開金學先河[53]：《我看金庸小說》、《再看金庸小說》、《三看金庸小說》、《四看金庸小說》、《五看金庸小說》（與陳沛然合著）。

- 紫青雙劍錄：原著為還珠樓主《蜀山劍俠傳》，經倪匡增刪、標點、評註、續寫[54]。明窗版分十冊：《俠女·神劍》、《老魔·淫娃》、《神駝·奪寶》、《幻波·妖屍》、《血影·開府》、《毒手·艷屍》、《寒蚿·啖魔》、《老怪·魔梭》、《雙凶·黑獄》、《吸星·決鬥》。

- 散文集：《不寄的信》、《心中的信》、《夢裏的信》、《酒後的信》、《失落的信》、《燈下的信》、《雲端的信》、《風颺的信》、《無情的信》（後五種又列入「倪匡說三道四」系列，分別題為偷情、情話、示愛、真愛、博懵[55]，此系列再版時改名「倪匡經典散文精選集——倪匡說三道四」，分男女、人間、心曲、黑白四冊）。

- 《吾寫又寫》散文集（四冊）、《為極權抬轎的奴隸》[56]和《何必認真》，結集倪匡在「寫作配額用完」後重拾筆桿，在「倪租界」刊載的專欄文章。[55]明窗出版社出版。

- 明窗曾出版「倪匡中篇奇情武俠系列」十二種，計有《銀劍恨》、《故劍》、《鐵手無情》、《迴光壁》、《金腰帶》、《紅梅金劍》、《鐵蝙蝠》、《十三太保》、《盜盒》、《龍虎雙劍俠》、《飛針》、《夜遁》。

- 豐林文化曾把倪匡舊作再版或單篇作品結集出版，計有《倪匡談往事》、《倪匡老香港日記》、《倪匡群俠傳》、《倪匡寫科幻》、《倪匡寫武俠》、《倪匡寫奇情》、《倪匡談命運》。

- 大山文化出版《倪匡新編》，據倪匡自序：「這本書，全是舊作，卻屬新編。」[57]

## 編劇
- 獨臂刀（1967）
- 保鏢（1969）
- 鐵手無情（1969）
- 銀姑（1969）
- 十三太保（1970）
- 遊俠兒（1970）
- 五虎屠龍（1970）
- 小煞星（1970）
- 報仇（1970）
- 鳳飛飛（1971）
- 新獨臂刀（1971）
- 追命槍（1971）
- 影子神鞭（1971）
- 火併（1971）
- 無名英雄（1971）
- 鏢旗飛揚（1971）
- 拳擊（1971）
- 冰天俠女（1971）
- 鷹王（1971）
- 雙俠（1971）
- 黑吃黑（1972）
- 快活林（1972）
- 年輕人（1972）
- 銅頭鐵臂（1972）
- 水滸傳（1972）
- 仇連環（1972）
- 鐵指唐手（1972）
- 馬永貞（1972）
- 盲拳（1972）
- 亡命徒（1972）
- 小孩與狗（1972）
- 龍兄虎弟（1972）
- 方世玉（1972）
- 硬碰硬（1972）
- 吉祥賭坊（1972）
- 唐手跆拳道（1972）
- 威震四方（1972）
- 四騎士（1972）
- 戰北國（1972）
- 惡客（1972）
- 唐人客（1972）
- 趕盡殺絕（1973）
- 黃飛鴻（1973）
- 刺馬（1973）
- 小老虎（1973）
- 雙龍出海（1973）
- 怪客（1973）
- 大刀王五（1973）
- 蕩寇誌（1973）
- 男子漢（1973）
- 大小通吃（1973）
- 江湖行（1973）
- 黑豹（1973）
- 土匪（1973）
- 大海盜（1973）
- 憤怒青年（1973）
- 龍虎征西（1973）
- 逃亡（1973）
- 血証（1973）
- 警察（1973）
- 五虎將（1973）
- 叛逆（1973）
- 少林五祖（1974）
- 鬼馬小天使（1974）
- 鬼眼（1974）
- 大鐵牛（1974）
- 沖天炮（1974）
- 電單車（1974）
- 四大天王（1974）
- 太極拳（1974）
- 雙龍谷（1974）
- 販賣人口（1974）
- 方世玉與洪熙官（1974）
- 綽頭狀元（1974）
- 少林子弟（1974）
- 朋友（1974）
- 哪吒（1974）
- 吸毒者（1974）
- 怪人怪事（1974）
- 海艷（1974）
- 洪拳與詠春（1974）
- 蛇殺手（1974）
- 五大漢（1974）
- 鐵金剛大破紫陽觀（1974）
- 降頭（1975）
- 中國超人（1975）
- 馬哥波羅（1975）
- 後生（1975）
- 的士大佬（1975）
- 鐵漢柔情（1975）
- 惡霸（1975）
- 義劫愛神號（1975）
- 神打（1975）
- 大老千（1975）
- 女逃犯（1975）
- 洪拳小子（1975）
- 金粉神仙手（1975）
- 狼吻（1975）
- 紅孩兒（1975）
- 血滴子（1975）
- 七面人（1975）
- 密宗聖手（1976）
- 方世玉與胡惠乾（1976）
- 少林寺（1976）
- 陸阿采與黃飛鴻（1976）
- 詠春大兄（1976）
- 八道樓子（1976）
- 勾魂降頭（1976）
- 八國聯軍（1976）
- 香港奇案之二《兇殺》（1976）
- 索命（1976）
- 香港奇案（1976）
- 蛇王子（1976）
- 金羅漢（1976）
- 毒后秘史（1976）
- 死囚（1976）
- 五毒天羅（1976）
- 飛龍斬（1976）
- 蔡李佛小子（1976）
- 流星蝴蝶劍（1976）
- 天涯明月刀（1976）
- 虎鶴雙形（1976）
- 俏探女嬌娃（1977）
- 功夫小子（1977）
- 決殺令（1977）
- 射鵰英雄傳（1977）
- 搏命（1977）
- 呂四娘闖少林（1977）
- 鐵馬騮（1977）
- 飄香劍雨（1977）
- 洪熙官（1977）
- 天龍八部（1977）
- 大武士與小票客（1977）
- 飛虎相爭（1977）
- 猩猩王（1977）
- 楚留香（1977）
- 江湖漢子（1977）
- 唐人街小子（1977）
- 肥龍過江（1978）
- 十字鎖喉手（1978）
- 色慾殺人王（1978）
- 南少林與北少林（1978）
- 少林三十六房（1978）
- 冷血十三鷹（1978）
- 五毒（1978）
- 雙形鷹爪手（1978）
- 中華丈夫（1978）
- 射鵰英雄傳續集（1978）
- 殘缺（1978）
- 貂女（1978）
- 大地飛鷹（1978）
- 笑傲江湖（1978）
- 鬼馬功夫（1978）
- 清宮大刺殺（1978）
- 第三把飛刀（1978）
- 紮馬（1978）
- 茅山殭屍拳（1979）
- 街市英雄（1979）
- 佛都有火（1979）
- 踢館（1979）
- 一劍刺向太陽（1979）
- 賣命小子（1979）
- 上海灘大亨（1979）
- 形手螳螂腿（1979）
- 雜技亡命隊（1979）
- 生死鬥（1979）
- 廣東十虎與後五虎（1979）
- 風流斷劍小小刀（1979）
- 金臂童（1979）
- 翡翠狐狸（1979）
- 瘋猴（1979）
- 小師傅與大煞星（1979）
- 七煞（1979）
- 血肉磨坊（1979）
- 爛頭何（1979）
- 少林英雄榜（1979）
- 教頭（1979）
- 情俠追風劍（1980）
- 少林搭棚大師（1980）
- 連城訣（1980）
- 飛狐外傳（1980）
- 少林與武當（1980）
- 鐵旗門（1980）
- 第三類打鬥（1980）
- 大殺四方（1980）
- 通天小子紅槍客（1980）
- 背叛師門（1980）
- 少林英雄（1980）
- 八絕（1980）
- 佛掌皇爺（1980）
- 請帖（1980）
- 金劍（1980）
- 武館（1981）
- 目無王法（1981）
- 射鵰英雄傳第三集（1981）
- 書劍恩仇錄（1981）
- 功夫皇帝（1981）
- 紅粉動江湖（1981）
- 叉手（1981）
- 護花鈴（1981）
- 再世英雄（1981）
- 風流彎彎刀（1981）
- 名劍風流（1981）
- 飛屍（1981）
- 血鸚鵡（1981）
- 碧血劍（1981）
- 人皮燈籠（1982）
- 神鵰俠侶（1982）
- 俠客行（1982）
- 沖宵樓（1982）
- 神經大俠（1982）
- 小子有種（1982）
- 五遁忍術（1982）
- 御貓三戲錦毛鼠（1982）
- 三闖少林（1983）
- 少林醉棍（1983）
- 五郎八卦棍（1984）
- 擂台（1984）
- 義膽群英（1989）

## 影視媒體形象
- 《香港亂噏》：2009年政治戲仿節目，由劉錫賢扮演倪康，模仿倪匡。
- 《牛仔返嚟喇！》：2025年動畫短片，倪匡以動畫角色形象出現於短片中。

## 腳注
1. ↑  . 東網. 2022-07-03  [2022-07-03]. （原始内容存档于2022-07-03）.
2. ↑  . 華僑日報. 1989-12-06: 22  [2025-06-29].
3. ↑  . 豐林文化. 2016  [2024-06-15]. 原始内容存档于2024-06-15.
4. ↑  江迅 2014，第62頁.
5. ↑  江迅 2014，第63–66頁.
6. 1 2  江迅. . 亚洲周刊. 2014-07-21  [2022-07-07].
7. ↑  . 香港電台. 2009-09-29 （中文（繁體））.
8. ↑  . 舊時香港. 2024-07-05  [2024-07-08]. （原始内容存档于2024-07-08） （中文（香港））.
9. ↑  .   [2022-07-25]. （原始内容存档于2022-10-10） （中文（繁體））.
10. ↑  .   [2022-07-25]. （原始内容存档于2022-10-10） （中文（繁體））.
11. ↑  .   [2022-07-04]. （原始内容存档于2022-10-08） （中文（繁體））.
12. ↑   (PDF).   [2022-07-09]. （原始内容存档 (PDF)于2022-07-15）.
13. ↑  港台製作數風流人物 - 倪匡
14. ↑  非常人：倪匡　一個劇本換層樓 （页面存档备份，存于）蘋果日報 2012年7月14日
15. ↑  自由時報電子報. . 自由時報電子報.   [2022-07-09] （英语）.
16. ↑  . web.archive.org. 2020-01-09  [2022-07-09]. 原始内容存档于2020-01-09.
17. ↑  . 腾讯娱乐. 2012年4月3日. （原始内容存档于2019年9月25日）.
18. ↑  . 蘋果日報. 2018-03-15  [2019-03-19]. （原始内容存档于2019-07-25）.
19. ↑  倪匡青年曾入共軍 墾荒取暖被控反革命改變立場 （页面存档备份，存于）, 中央通訊社, 2022-07-05
20. ↑  林淵. . 開放雜誌. 2006-10  [2022-07-20]. （原始内容存档于2022-07-04）.
21. ↑  薇微語第一集 倪匡 (第一節) （页面存档备份，存于） RTHK 香港電台《薇微語》 2010年1月
22. ↑  「反共作家」倪匡逝！曾預言「香港恐成大難民營」 （页面存档备份，存于）, 民視新聞, 2022-07-04
23. ↑  .   [2023-04-26]. （原始内容存档于2023-05-02）.
24. ↑  .   [2023-04-26]. （原始内容存档于2023-05-02）.
25. ↑  倪匡-無非是這樣 （页面存档备份，存于）RTHK 香港電台《時代的記錄 - 鏗鏘說》 2019年4月
26. ↑  倪匡逝世！曾批「共產黨管的地方怎會有希望」 書迷蜂擁悼念 （页面存档备份，存于）, 自由時報, 2022-07-03
27. ↑  . www.yzzk.com.   [2022-07-09]. （原始内容存档于2022-09-11）.
28. ↑  . 明周娛樂. 2022-07-08  [2022-07-09] （美国英语）.
29. ↑  . 明周娛樂. 2022-07-08  [2022-07-09]. （原始内容存档于2022-07-09） （美国英语）.
30. ↑  . 明周娛樂. 2019-07-25  [2019-08-20]. （原始内容存档于2020-08-08） （美国英语）.
31. ↑  . 香港01. 2022-07-03  [2022-07-03]. （原始内容存档于2022-07-03）.
32. ↑  . 中央通訊社. 2022-07-03  [2022-07-03]. （原始内容存档于2022-07-03）.
33. ↑  周慧敏. . Facebook.   [2022-07-05].
34. ↑  周慧敏. . Facebook.   [2022-07-05].
35. ↑  . 明報. 2022-07-05  [2022-07-05].
36. ↑  . www.info.gov.hk.   [2022-07-09]. （原始内容存档于2022-07-09）.
37. ↑  . 明報. 2022-07-04  [2022-07-04]. （原始内容存档于2022-07-04） （中文）.
38. ↑  . 明報OL. 2022-07-06  [2022-07-06].
39. ↑  . 明報OL. 2022-07-05  [2022-07-06].
40. ↑  .   [2008-12-18]. （原始内容存档于2008-12-21）.
41. ↑  .   [2008-12-18]. （原始内容存档于2020-10-26）.
42. ↑  蔡瀾. . .
43. ↑  . news.huaxi100.com.   [2022-07-09].
44. ↑  洪嘉蔚. . ct.org.tw. 2022-07-04  [2022-08-01]. （原始内容存档于2022-08-01）.
45. ↑  港台製作 - 倪匡專訪
46. ↑  Cowries and cones of Hong Kong: Amazon.co.uk （页面存档备份，存于），Publisher: Sing Cheong Print. Co (1975)，ASIN: B0006CR2DU
47. ↑  ｢十年一覺集貝夢｣ - 臺灣中國時報，倪匡，1981年3月1日
48. ↑  炒股票引發的鬼故事(中)[]，《am730》，2008年1月14日
49. ↑  倪匡35年前預視香港變西藏 專訪親解衛斯理六大疑團 蘋果日報 Apple Daily 原刊日期20190913
50. ↑  2007年1月26日商業電台《光明頂》證實。
51. ↑  . 明報網上書店.   [2023-06-27]. （原始内容存档于2023-06-27） （中文（臺灣））.
52. ↑  . HEAD HOLE.   [2023-06-28]. （原始内容存档于2023-03-21） （中文）.
53. ↑  鄭政恆. . 明報星期日文學. 2022-07-10  [2024-06-21]. （原始内容存档于2022-07-12） （中文（香港））.
54. ↑  葉李華. . 科科網.   [2024-06-21]. （原始内容存档于2012-09-10） （中文（臺灣））.
55. 1 2  . 倪學網.   [2023-06-27]. （原始内容存档于2023-06-28）.
56. ↑  . 香港電台.   [2024-06-05]. （原始内容存档于2024-06-21）.
57. ↑  蒙憲. . 明報走進大灣區. 明報. 2022-11-03  [2024-06-05]. （原始内容存档于2024-06-05） （中文（臺灣））.

## 外部連結
- 倪匡真名倪小寶（页面存档备份，存于）
- 百問倪匡
- 薇微語 第一集 倪匡（页面存档备份，存于）
- 倪匡科幻獎 （页面存档备份，存于）
- 倪匡在互联网电影资料库（IMDb）上的資料（英文）
- 倪匡在香港影庫上的簡介
- 倪匡在时光网上的簡介（简体中文）
- 倪匡在豆瓣上的资料（简体中文）
- 倪學網 （页面存档备份，存于）